# Twin Ports

Twin Ports-regionen

Twin Ports är ett storstadsområde, som utgör det gemensamma hamnområdet för Duluth i Minnesota och Superior i Wisconsin, två städer som båda är belägna vid Övre sjöns västra delar. Området är en av världens största insjöhamnar, och via Saint Lawrenceleden finns förbindelse med Atlanten.

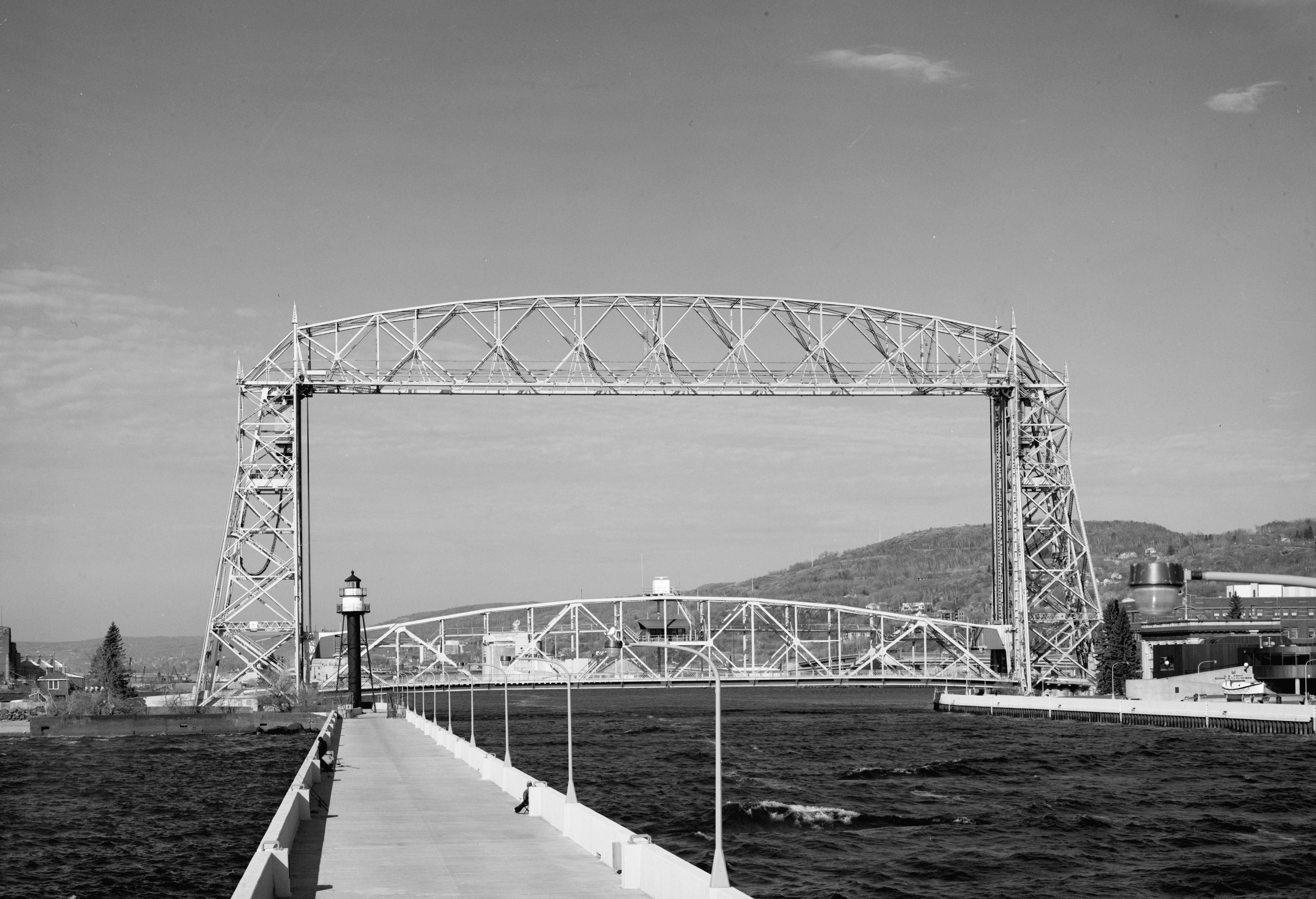
Duluth Aerial Lift Bridge 1990

Här finns broarna Richard I. Bong Memorial Bridge och John Blatnik Bridge.

### Fotnoter
1. ↑  ”Superior, Wisconsin”. Arkiverad från originalet den 1 juni 2013. https://web.archive.org/web/20130601022209/http://hisuperior.com/. Läst 2 juni 2013.